# Skylab 3
Skylab 3 (SL-3) war die 1973 gestartete zweite Besatzung der US-amerikanischen Weltraumstation Skylab, bestehend aus Owen K. Garriott, Jack R. Lousma und Alan Bean.

## Die Mannschaft
Zusammen mit den Mannschaften von Skylab 2 und Skylab 4 wurde von der NASA am 19. Januar 1972 auch die Mannschaft von Skylab 3 der Öffentlichkeit vorgestellt.
Als Kommandant wurde Alan Bean ausgewählt, der 1969 mit Apollo 12 als vierter Mensch den Mond betreten hatte. Pilot wurde Jack R. Lousma und als Wissenschaftsastronaut wurde der Elektroingenieur Owen K. Garriott nominiert. Lousma und Garriott hatten noch keine Weltraumerfahrung.
Die Ersatzmannschaft bestand aus dem Kommandanten Vance Brand, dem Piloten Don Lind und dem Wissenschaftler William Lenoir.
Wie bei Skylab 2 bestand die Supportcrew aus Robert Crippen, Richard Truly, Henry Hartsfield und William Thornton.
Noch während der Vorbereitung für Skylab 3 wurde der Kommandant Alan Bean zum Ersatzkommandanten des Apollo-Sojus-Test-Projekts nominiert, das für Juli 1975 geplant war.
Die Mission lief offiziell zwar unter der Bezeichnung Skylab 3 (SL-3), wurde aber oft auch als Skylab 2 (SLM-2) bezeichnet, weil es sich um die zweite Besatzung (manned mission) der Raumstation handelte.

## Die Vorbereitung

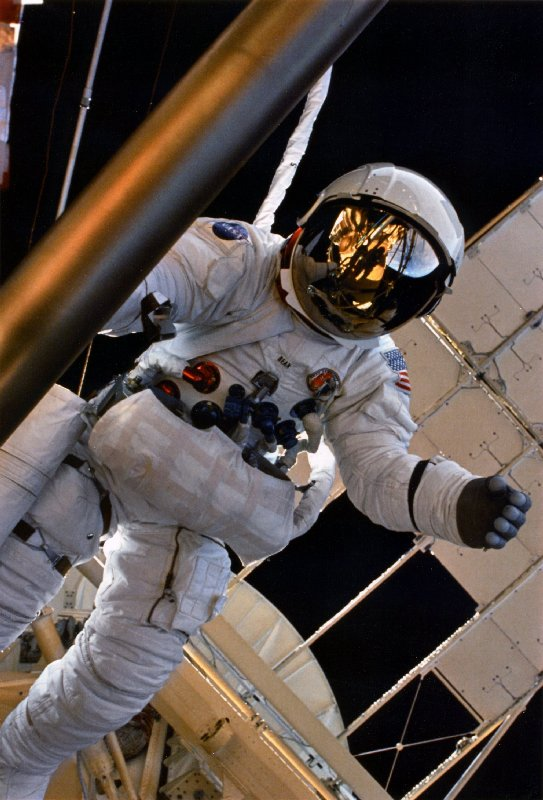
Alan Bean während EVA

Die Raumstation startete mit der Missionsbezeichnung Skylab 1 am 14. Mai 1973. Während des Starts riss allerdings der gesamte Mikrometeoritenschutzschild ab, wodurch auch zwei Solarmodulträger beschädigt wurden. Aus diesem Grunde begann die erste Besatzung (Missionsname Skylab 2) erst mit zehntägiger Verspätung, wogegen der Start von Skylab 3 um drei Wochen vorverlegt wurde, um die Station nicht zu lange unbemannt zu lassen.
Teile der Saturn-1B-Rakete AS-207 waren schon im Sommer 1971 angeliefert worden, das Raumschiff CSM-117 wurde jedoch erst am 8. Juni 1973 auf die Rakete montiert. Am 17. Juni wurde die Rakete auf der Startrampe mehrfach vom Blitz getroffen. Nach Tests mussten einige Geräte daraufhin ausgetauscht werden.
Ähnlich wie die vorangegangene Mission hatten auch die Astronauten von Skylab 3 Reparaturaufgaben an der Station durchzuführen. Der beim Start von Skylab zerstörte Mikrometeoritenschutzschild, der auch als Hitzeschild dienen sollte, wurde zwar von den Skylab-2-Astronauten durch eine Hitzeschutzfolie ersetzt, die die direkte Sonneneinstrahlung verhindern sollte, jedoch war dies nur als kurzzeitiges Provisorium gedacht. Die Raumfahrer von Skylab 3 sollten nun einen besseren Sonnenschutz installieren. Um die Arbeit in der Schwerelosigkeit zu üben, wurden die Vorgänge unter Wasser immer wieder geprobt.

## Flugverlauf
Skylab 3 hob am 28. Juli 1973 ab und erreichte wenige Minuten später die Erdumlaufbahn. Etwa acht Stunden später erreichten sie die Raumstation, die etwa einen Monat unbemannt geblieben war.
In den ersten Tagen litten alle drei Astronauten unter der Raumkrankheit. Dies war verwunderlich, denn keiner der drei hatte sich bei Untersuchungen als anfällig herausgestellt. Zwar waren bei früheren Apollo-Flügen immer wieder einzelne Astronauten von der Raumkrankheit betroffen, niemals aber eine komplette Mannschaft. Zeitweise lag Skylab 3 einen ganzen Tag hinter dem Plan, doch sowie sich ihr Gesundheitszustand besserte, holten die Astronauten den Rückstand rasch wieder auf.
Am 2. August zeichnete sich ein Problem mit den Steuerdüsen (RCS Quads) des Apollo-Raumschiffs ab. Schon am Starttag war eines der vier Düsenquartette ausgefallen, und nun leckte ein zweites. Zwar war es möglich, auch mit nur zwei funktionierenden Quads zur Erde zurückzukehren, doch war nicht sicher, ob die beiden Ausfälle zusammenhingen und auch die zwei verbleibenden Düsen betroffen wären. Sicherheitshalber begann man in Cape Canaveral mit den Vorbereitungen für einen Rettungsflug. Hierzu waren schon vor mehreren Jahren Pläne mit der Bezeichnung Skylab Rescue ausgearbeitet worden.
Es war geplant, dass die Ersatzleute Vance Brand und Don Lind mit dem für Skylab 4 vorgesehenen Raumschiff starten würden. Allerdings hätte man es so modifiziert, dass statt der üblichen drei sogar fünf Besatzungsmitglieder Platz hatten. Brand und Lind hätten am zweiten Kopplungsadapter angedockt, so dass Bean, Lousma und Garriott hätten zusteigen können. Je nach dem Zeitpunkt des Notfalls betrug die Vorlaufzeit dieses Rettungsfluges 10 bis 45 Tage. In diesem Fall hätte ein Apollo-Raumschiff frühestens am 9. September starten können.
Hätte man diese Möglichkeit nicht vorgesehen, wäre die Mission aus Sicherheitsgründen sofort abgebrochen worden. Doch auf diese Weise stand man nicht unter Zeitdruck und konnte das Problem in Ruhe analysieren. Es stellte sich heraus, dass die Ausfälle der Apollo-Steuerdüsen nicht miteinander zusammenhingen, so dass der Verlauf von Skylab 3 nicht gefährdet war.
Am 6. August unternahmen Owen Garriott und Jack Lousma einen Außenbordeinsatz. Ihre Aufgabe war es, den Sonnenschutz zu installieren, Filme der Solarkamera zu wechseln und drei Experimente zu betreuen. Sie befanden sich 6 Stunden und 31 Minuten außerhalb der Station. Der verbesserte Sonnenschutz bestand aus einer rechteckigen Folie, die mit Leinen befestigt und über dem schirmartigen Sonnenschutz der Vorgängermission angebracht wurde. Die Temperatur in der Station stellte sich danach auf die geplanten Werte ein. Weitere Außenbordeinsätze fanden am 24. August (Garriott und Lousma) und am 22. September (Garriott und Bean) statt.
Die Mannschaft hinkte zwar anfangs dem Zeitplan hinterher, holte dann aber rasch auf und arbeitete ein unerwartet hohes Pensum ab. Am Ende der Mission sollte sich herausstellen, dass die erbrachte Arbeitsleistung 150 % der Erwartung entsprach. Damit legten sie allerdings auch eine hohe Messlatte für die dritte Mannschaft.
Anfang September bat Bean sogar darum, den Aufenthalt um eine Woche zu verlängern, doch die Leitstelle stimmte nicht zu. Einerseits wollten die Mediziner genauere Untersuchungen, bevor man einer Verlängerung zustimmte, andererseits gingen auch die Lebensmittel- und Filmvorräte zur Neige.
Am 25. September bestiegen Bean, Lousma und Garriott wieder die Apollo-Landekapsel und kehrten zur Erde zurück. Wie ihre Vorgänger blieben sie nach der Wasserung in der Landekapsel, bis diese an Bord des amphibischen Angriffsschiffes New Orleans gehievt wurde.

## Verbleib der Flughardware
Das Kommandomodul von Skylab 3 ist seit dem 22. Juni 2010 als Leihgabe der Smithsonian Institution im Besucherzentrum des Glenn Research Center der NASA in Cleveland, Ohio, ausgestellt.

## Bedeutung für das Skylab-Projekt
Mit 59 Tagen im All hatten die drei Astronauten von Skylab 3 wieder einen neuen Dauerrekord aufgestellt. Bean hatte zusammen mit seinem Flug von Apollo 12 den Rekord für den längsten Aufenthalt bei mehreren Raumflügen.
Wissenschaftlich war die Mission ein voller Erfolg. Bean, Lousma und Garriott hatten mehr erreicht, als erhofft worden war. Die Möglichkeit eines Rettungsfluges hatte sich als sehr nützlich erwiesen, auch wenn sie dann doch nicht gebraucht wurde. Zu guter Letzt war die Raumkrankheit ein Punkt, der näher untersucht werden musste, denn genau verstand man diese Krankheit immer noch nicht.